# 아우구스투스교

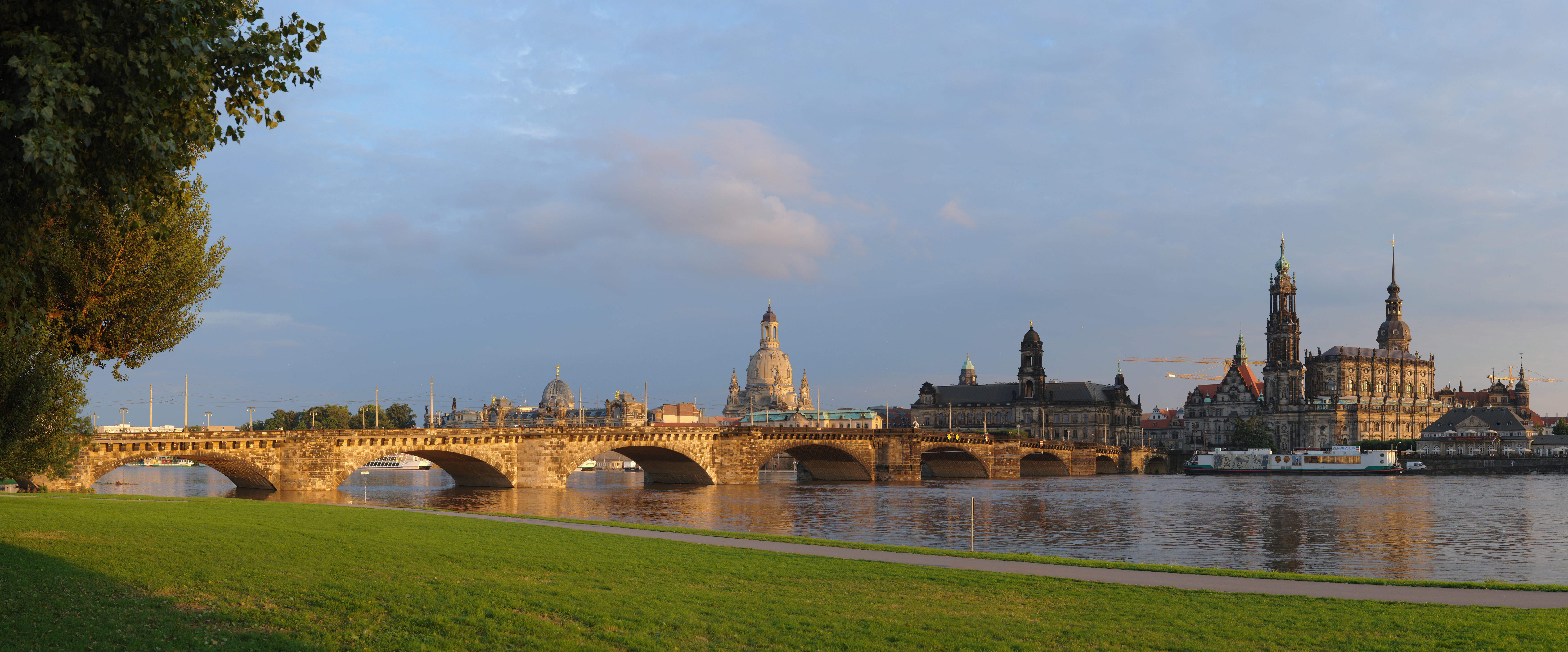
아우구스투스교 (2010년)

아우구스투스교(독일어: Augustusbrücke)는 독일 작센주 드레스덴의 도로교로, 엘베강을 가로지른다. 북쪽(오른쪽 강둑)의 인네레노이슈타트 (신시가지)와 남쪽의 인네레알트슈타트 (구시가지)를 연결한다.
적어도 12세기부터 같은 위치에 다리가 있었다. 아우구스트 2세의 통치 하에 1727년과 1731년 사이에 12개의 아치가 있는 새로운 사암교가 건설되었다. 이 다리는 현재의 사암교로 대체되었으며, 강 교통을 위한 더 넓은 개구부를 제공하기 위해 9개의 아치가 있다. 이 다리는 빌헬름 크라이스와 테오도르 클레테가 설계했다.
지금의 다리는 1907년부터 1910년 사이에 건설되었다.